# یوجنیو استاکیونه
یوجنیو استاکیونه (انگلیسی: Eugenio Staccione; ۱۴ آوریل ۱۹۰۹ – ۵ مهٔ ۱۹۶۷) بازیکن فوتبال اهل ایتالیا بود.
از باشگاه‌هایی که در آن بازی کرده‌است می‌توان به باشگاه فوتبال یوونتوس، باشگاه فوتبال تورینو، و باشگاه فوتبال مسینا اشاره کرد.